# Depok
Depok is een stad in de de provincie West-Java op het eiland Java in Indonesië. De stad ligt ten zuiden van de hoofdstad Jakarta.
Bij de volkstelling van 2020 had Depok 2.056.335 inwoners. De stad is onderdeel van Jabodetabek, het grootstedelijke gebied van Jakarta, met 29,5 miljoen inwoners de 5e agglomeratie van de wereld.
In de eenentwintigste eeuw is de meerderheid van de bevolking van Depok islamitisch, met uitzondering van de meerderheid van de oorspronkelijke Depok-families, die christelijk zijn.

## De naam: Depok
Als verklaring voor de naam Depok werd ooit in Nederland schertsend beweerd dat het een letterwoord is met de betekenis:  De Eerste Protestantse Overzeese Kristengemeente. Dit is niet de oorspronkelijke betekenis, daar de naam Depok reeds bestond voordat er van een christelijke gemeenschap sprake was. De eigenlijke betekenis van Depok is: 'geïsoleerde verblijfplaats', en zou afgeleid zijn van het Soendanese woord kedepokan.

## Geschiedenis
Op 18 mei 1696 kocht de voormalige VOC-officier Cornelis Chastelein een grondgebied aan met een oppervlakte van 12,44 km2, 6,2% van het oppervlak van het huidige Depok. Hij ging het gebied in cultuur brengen met hulp van de lokale bevolking. Daaronder bevonden zich ook Mardijkers, nakomelingen van Portugese kolonisten. Het woord Merdeka betekent vrijheid. Ook kocht Chastelein 150 tot slaaf gemaakten - volgens andere bronnen twaalf gezinnen - op andere Indonesische eilanden.
Chastelein was naast grondbezitter ook missionaris en predikte over het christendom voor de Indonesiërs, in de Immanuel Kerk te Depok.
De 12 originele Depok-familienamen zijn:
- Bacas
- Isakh
- Jacob
- Jonathans
- Joseph
- Laurens
- Leander
- Loen
- Sadokh
- Samuel
- Soedira
- Tholense

De oorspronkelijk tot slaaf gemaakten in Depok zijn van Balinese, Ambonese, Buginezen, Sundanese en Portugees-Indische, dat wil zeggen van Mestizo- en Mardijker- afkomst. Isakh, Jacob, Jonathans, Joseph en Samuel zijn familienamen die door Chastelein werden bepaald nadat de families zich tot het protestantse christendom hadden bekeerd. De andere families behielden hun oorspronkelijke namen en waren mogelijk al (rooms-katholiek) christelijk voordat ze zich bij de protestantse kerk van Chastelein aansloten.
Chastelein stelde een testament op waarbij hij de tot slaaf gemaakte families van Depok hun vrijheid gaf, onafhankelijk van hun religie. In dat testament gaf hij hen ook delen van het grondgebied, zodat zij voortaan landheren zouden zijn, en beschreef hij hoe het land moest worden bestuurd en welke leefregels zouden moeten gelden. Na zijn overlijden in 1714 werden de 12 families van tot slaaf gemaakten in Depok daarom landeigenaren op grond van de eigendomsakten van de eigenaar Chastelein en zijn testament. Deze bepaling uit het testament werd in eerste instantie niet uitgevoerd door de Raad van Indië die was aangewezen als executeur. De slaafgemaakten kregen slechts recht op het vruchtgebruik en de zoon van Chastelein, Anthony, kreeg de grond overgedragen. Toen Anthonie een jaar later overleed, kwam het bezit via zijn echtgenote Anna de Haan, terecht bij haar nieuwe echtgenoot Johan Francois de Witte van Schooten. Pas in 1850 werden de nazaten van de families feitelijk de eigenaren van de grond.
In 1871 gaf de koloniale overheid Depok een speciale status waardoor het gebied een eigen regering kon vormen, met een eigen president. Dit hield geen stand na 1952. In dat jaar verloor de lokale regering de controle over het gebied en verkreeg de Indonesische regering het lokale gezag. De Depokkers vernederlandsten steeds verder, door opleiding en ook door huwelijken met Nederlandse christenen. Chastelein had namelijk huwelijken met niet-christenen in zijn testament verboden.
Vanaf 1892 vieren de Depokkers op 28 juni de Chasteleindag, ook wel "Depokse Daag" (Depok-dag), omdat Chastelein op 28 juni 1714 overleed.

Tijdens de Japanse bezetting werden de Depokkers niet door de Japanners geïnterneerd, zoals wel gebeurde met Nederlanders. De Japanners beschouwden hen als Aziatisch. 

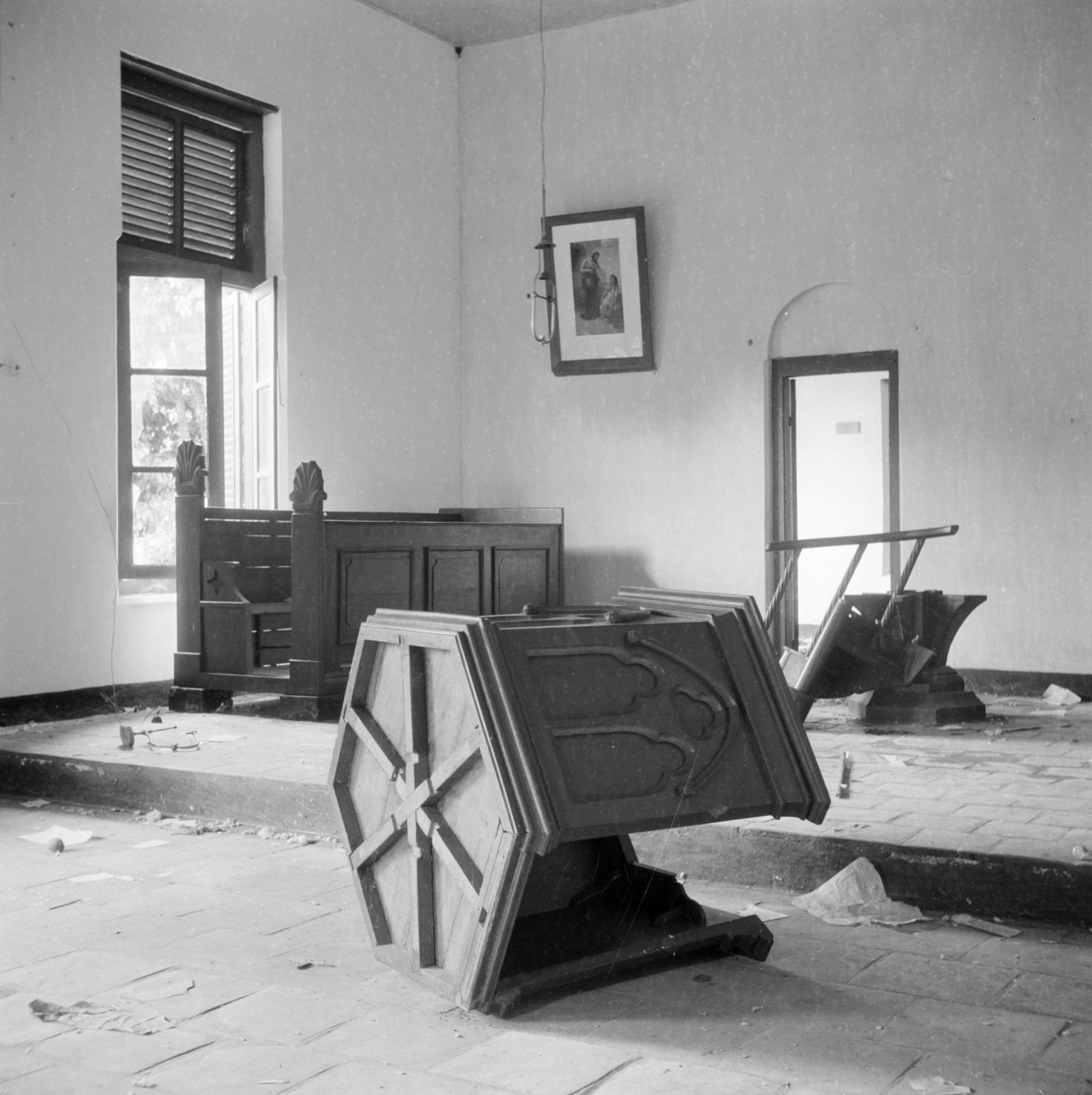
Vernielingen in de kerk van Depok, 11 april 1946, foto Willem van de Poll

Tijdens de onafhankelijkheidsstrijd in de Bersiapperiode (1945-1949) werden de Depokkers wel slachtoffer. Er is in Depok een bloedbad aangericht, aangezien de bewoners - ook wel Belanda Depok genoemd - Nederlands spraken en onder meer daardoor als pro-Nederlands werden beschouwd door de Indonesische opstandelingen. Op 10 oktober 1945 kwamen Pemoeda’s - die zich verzetten tegen de terugkeer van Nederland - naar Depok. Door hun geweld vielen er 33 doden, waaronder August Soedira. De Pemoeda's sneden bij hem onder de ogen van zijn ouders zijn oren, neus, penis en hoofd af. Oorlogscorrespondent Johan Fabricius voorkwam in deze periode in oktober 1945 het levend verbranden van meer dan duizend vrouwen en kinderen, die waren opgesloten in het gemeentehuis van Depok.
Een groot deel van de christelijke inwoners van Depok vertrok na de onafhankelijkheid van Indonesië naar Nederland in de periode 1950-1965. In 1952 nationaliseerde de Indonesische regering de landgoederen van de Depokkers en behielden dezen slechts hun huis en erf, voor zover ze nog niet vertrokken waren.
In maart 1982 werd Depok opnieuw geclassificeerd als een administratieve stad binnen het Bogor regentschap. In 1999 kreeg de stad een eigen burgemeester. Op 20 april 1999 werd de stad Depok samengevoegd met enkele aangrenzende districten van Bogor en ontstond de autonome stad Depok met een oppervlakte van 200,29. km2.
Op 28 juni 2014, 300 jaar na het sterfjaar van Chastelein in 1714, wilden de nog overgebleven Depokkers ter herdenking een monument van 3 meter hoog oprichten op hun eigen land. Dit werd echter door de Indonesische regering verboden omdat het monument zou verwijzen naar de periode van de Nederlandse kolonisatie van Indonesië.
Afstammelingen van de oorspronkelijke families Depok, met uitzondering van de familie Sadokh, waarvan de naam is uitgestorven, wonen nog steeds in Indonesië, Nederland, Noorwegen, Canada en de Verenigde Staten. In 2014 werd hun aantal geschat op 7000 personen. In Nederland wordt nog steeds de Depok-dag gevierd op 28 juni.

## Huidige stad
De stad heeft inmiddels ruim 2,3 miljoen inwoners met alle daarbij behorende Infrastructuur, twee hoofdstations, Station Depok en Station Depok Baru, en enkele kleinere haltes. Er zijn vele winkelcentra en markten. Ook zijn er enkele universiteiten, waarvan Universitas Indonesia de bekendste is.

### Burgemeesters
- Moch. Rukasah Suradimadja (1982-1984)
- I. Tamdjid (1984-1988)
- Abdul Wachyan (1988-1991)
- Moch Masduki (1991-1992)
- Sofyan Safari Hamim (1992-1996)
- Badrul Kamal (1997-2005)
- Nur Mahmudi Ismail (2005-2016)
- Arifin Harun Kertasaputra (2016)
- Mohammed Idris (2016-heden)

### Universiteiten
- Universitas Indonesia
- Universitas Gunadarma
- Politeknik Tugu
- Politeknik Negeri Jakarta

## Geboren in Depok
- Justus Rinia Cornelis Gonggrijp (1857-1929), politicus
- Riem de Wolff (1943-2017), gitarist en zanger (The Blue Diamonds). Zijn moeder was Geraldine Margaretha (Gerda) Loen.

Stadsgemeenten: Bandung · Banjar · Bekasi · Bogor · Cimahi · Cirebon · Depok · Sukabumi · Tasikmalaya

Regentschappen: Bandung · Bekasi · Bogor · Ciamis · Cianjur · Cirebon · Garut · Indramayu · Karawang · Kuningan · Majalengka · Pangandaran · Purwakarta · Subang · Sukabumi · Sumedang · Tasikmalaya · West-Bandung